# Pietro Terracciano
Pietro Terracciano (ur. 8 marca 1990 w San Felice a Cancello) – włoski piłkarz występujący na pozycji bramkarza klubie Milan. Wychowanek Avellino, w trakcie swojej kariery grał także w takich zespołach, jak Nocerina, Milazzo, Catania, Salernitana, Empoli oraz Fiorentina.